# Attonda ekeikei
Attonda ekeikei är en fjärilsart som beskrevs av George Thomas Bethune-Baker 1906. Attonda ekeikei ingår i släktet Attonda och familjen nattflyn. Inga underarter finns listade i Catalogue of Life.